# Deichkind
Deichkind est un groupe de hip-hop et electropunk allemand, originaire de Hambourg. Le groupe connaît ses premiers succès vers le tournant du siècle avec le single Bon voyage (avec Nina Tenge). Les paroles de Deichkind sont souvent empreintes d'ironie et d'humour.
Empruntant un style résolument rap dans leur début, le groupe évolue ensuite, dans les années 2000, vers des sonorités plus électro au travers des derniers albums. Les exemples les plus connus de ce style sont les trois singles Remmidemmi (Yippie Yippie Yeah) (2006), Arbeit nervt (2008) et Leider geil (2012), qui atteindront les classements allemands,.

## Biographie

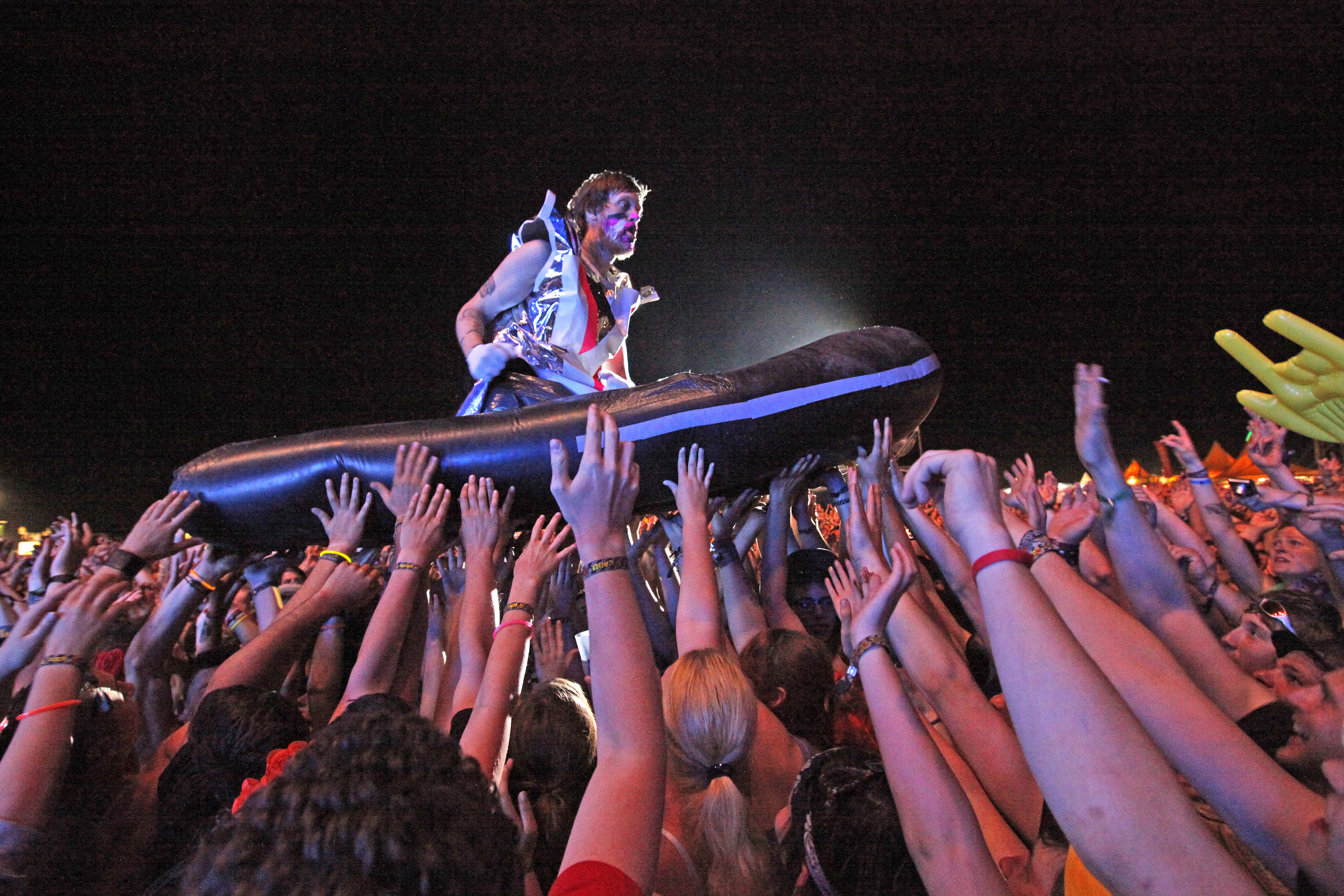
Deichkind au Nova-Rock-Festival en 2013.

Le groupe est formé en 1997 à Hambourg et comprend à l'origine Philipp Grütering, Malte Pittner, et Bartosch « Buddy » Jeznach. Leur premier album, Bitte ziehen Sie durch, est publié le 29 mai 2000 au label Showdown Records. Le groupe entre dans la popularité avec la sortie du single Bon voyage, composé avec Nina Tenge qui s'accompagne d'un clip diffusé sur les chaînes télévisées MTV et VIVA. Leur deuxième album, Noch fünf Minuten Mutti, est publié le 30 septembre 2002. Avec le single Limit connaît son premier succès.
Avec leur morceau Electric Super Dance Band, Deichkind participe au Bundesvision Song Contest organisé en 2005 à Mecklembourg-Poméranie-Occidentale. Ils atteignent la 14e place sur les 16 États fédéraux.
Le 19 mai 2006 sort l'album Aufstand im Schlaraffenland au label Island Records. La chanson Remmidemmi (Yippie Yippie Yeah) est choisie comme single, et devient l'un des titres les plus connus du groupe. La chanson se classe 68e dans les charts allemands, et figure 15e du Top 100. Au magazine Spex, la chanson termine quatrième dans les critiques, et 3e chez les lecteurs. Au magazine Intro, elle atteint la deuxième place. Plus tard, la chanson est reprise par le groupe Fotos, Nena (sur leur album Cover Me), Hämatom, Pete Blume, RotFront, Mambo Kurt, Egotronic et The Twang.
En 2005, le bassiste Sebastian « Porky » joue avec le groupe en session, et devient membre officiel en 2007. Pendant ce temps, la sécheresse n'est plus la basse, mais compose avec Philipp Grütering les paroles et met ces chants. En avril 2008, Buddy Inflagranti annoncé son départ de Deichkind. Il est remplacé par Ferris MC, qui joue avec Deichkind sous le pseudonyme de Ferris Hilton.
Le 21 février 2009, Sebastian « Sebi » Hackert, producteur du groupe, est retrouvé mort dans son appartement à l'âge de 32 ans. « Largement responsable de l'orientation musicale du groupe », les membres feront savoir s'ils joueront aux dates de festivals déjà annoncés à l'été de l'année,. Ils décident de continuer Deichkind avec Hackert Roland « Roy » Knauf à la production.
En 2010, le premier groupe joue son premier concert sous le nom de Deichkind in Müll – Eine Diskurs-Operette à Hambourg.
Durant l'été 2012, ils obtiennent leur plus grand succès avec l'album Befehl von ganz unten, classé deuxième des charts en Allemagne. Plusieurs singles issus de l'album atteindront le Top 100.

## Discographie

### Albums studio
- 2000 : Bitte ziehen Sie durch
- 2002 : Noch 5 Minuten, Mutti!
- 2006 : Aufstand im Schlaraffenland
- 2008 : Arbeit Nervt
- 2012 : Befehl Von Ganz Unten
- 2015 : Niveau weshalb warum
- 2019 : Wer Sagt Denn Das ?

### Singles
- 2000 : Kabeljau Inferno
- 2000 : Bon Voyage (feat. Nina)
- 2000 : Komm schon
- 2000 : Weit weg (feat. Bintia)
- 2002 : Limit - inclut des remixes de Boris Dlugosch et Johannes Heil
- 2002 : Pferd im Stall
- 2005 : Electric Super Dance Band
- 2006 : Remmidemmi (Yippie Yippie Yeah)
- 2006 : Ich betäube mich (feat. Sarah Walker)
- 2006 : Arbeit nervt
- 2009 : Luftbahn
- 2012 : Bück dich hoch
- 2012 : Leider geil
- 2012 : Der Mond
- 2015 : So'ne Musik
- 2015 : Selber Machen Lassen